# Pterolophia annobonae
Pterolophia annobonae là một loài bọ cánh cứng trong họ Cerambycidae.